# Sandra Cretu
Sandra Ann Lauer, mais conhecida como Sandra Cretu, ou somente Sandra, (Saarbrücken, 18 de maio de 1962) é uma cantora alemã que vive actualmente em Ibiza, Espanha.
Fez grande sucesso nos anos 1980 e 1990 com canções como "In the Heat of the Night" (1985), "Little Girl" (1985), "(I'll Never Be) Maria Magdalena" (1985), "Sisters and Brothers" (1985), "Don't Cry (The Breakup of the World)" (1986), "Hi! Hi! Hi!" (1986), "Midnight Man" (1986), "Innocent Love" (1986), "Loreen" (1986), "Everlasting Love" (1987), "Stop for a Minute" (1987), "Around My Heart" (1988), "We'll Be Together" (1988), "Heaven Can Wait" (1988), "La Vista De Luna" (1988), "(Life May Be) A Big Insanity" (1990), "Johnny Wanna Live" (1990), "One More Night" (1990), "Secret Land" (1988) e "Hiroshima" (1990). Ela é herdeira de uma tradição de intérpretes femininas de rock' n' roll na Alemanha que começou com a cantora Manuela, e que na penúltima década do século XX, rendeu representantes de renome internacional, que incluíram ela, Nina Hagen, Nena, e Doro Pesch, ainda que Sandra tenha se associado mais aos gêneros pop e romântico.

## Biografia

### 1962–1984: Infância e Arabesque
Sandra Ann Lauer nasceu na cidade alemã de Saarbrücken, perto da fronteira com a França. O pai, Robert Lauer, é francês, e sua mãe, Karin Lauer, é alemã. Sandra também teve um irmão mais velho, Gaston (falecido em 1995), que foi um paraplégico. Seu pai era dono de uma loja de vinhos em Saarbrücken e sua mãe trabalhava em uma loja de sapatos. Sandra mostrava um interesse precoce pela música e dança. Começou a aprender balé clássico aos 5 anos de idade e teve aulas contínuas por 10 anos. Quando ela tinha 10 anos, ganhou um violão e teve aulas com um professor.
Em 1975, aos treze anos, Sandra visitou uma competição em Saarbrücken, chamada "Young Star Festival", onde novos talentos para a indústria da música foram sondados. Ela não estava realmente fazendo parte do concurso, mas apenas sentada na plateia. Quando todos os candidatos terminaram suas apresentações e o júri estava discutindo os resultados, ela disse à mãe que tinha de ir ao banheiro público. Se levantou, caminhou até o palco, convenceu o DJ a colocar sobre a versão cover de uma canção de Olivia Newton-John, pegou o microfone e começou a cantar.
Ajudada pelo reconhecimento recém-adquirido, lançou o single "Andy Mein Freund", uma canção sobre um cachorro de estimação. O single, porém, foi mal posicionado nas paradas, dominadas pela disco music, e ela se retirou da cena musical por alguns anos.
Em 1979 Sandra juntou-se ao Arabesque, um grupo composto por Michaela Rosa e Vetter Jasmine. Com a banda um novo período na vida de Sandra começa. Pela primeira vez, ela estava longe de sua família, aparecendo no palco e em programas de TV em países estrangeiros, dando entrevistas, fotos, e cantando em shows. Arabesque se tornou bem sucedido, e no décimo nono aniversário de Sandra, ela era uma estrela. Arabesque foi particularmente popular no Japão. Também obtiveram um êxito no Top 10 na Alemanha, com "Marigot Bay", em 1981. Depois de nove álbuns, as diferenças de interesses musicais e o fim da popularidade acabou resultando o final do grupo em seguida participou da série Sexual Healing.
Sandra e Michael Cretu, estavam namorando, e se mudaram para Munique, onde Michael logo criou seu próprio estúdio, chamado "Data-Alpha", depois de uma canção de seu álbum solo Legionäre. Seu primeiro single juntos foi em 1984, "Japan Ist Weit", um cover da canção "Big in Japan", do Alphaville. A canção conseguiu entrar em várias paradas, como o Top 20 Alemão e o Top 100 da Suíça.

### 1985–1992: A princesa do Pop
Sandra conseguiu um sucesso em 1985, com o single "(I'll Never Be) Maria Magdalena". Esta canção liderou as paradas em 41 países em todo o mundo, e alcançou o Top 10 em mais vinte países. Seu primeiro álbum, The Long Play (1985), alcançou o número 12 em seu país de origem. Permaneceu no Top 20 alemão durante 16 semanas, enquanto na Suécia "Maria Madalena" passou quatro semanas no número um. No Brasil foi tema da novela Selva de Pedra, da Rede Globo, e permaneceu em número 1, nos charts locais, por mais de 15 semanas. O seguinte single "In The Heat Of The Night" continuou o seu sucesso em todo o mundo, alcançando o número dois na Alemanha e os Top 5 na França e no Brasil. A canção também ganhou o primeiro lugar no Festival de Música de Tóquio, em 1986.
Pouco depois do lançamento de The Long Play, Sandra se mudou para Londres por seis meses. Helena Shelen, uma instrutora de canto, que já havia trabalhado com artistas como George Michael e Paul Young ensinou inglês a Sandra. Nos fins de semana ela voltava para Munique para trabalhar em seu novo álbum.
Mirrors foi o segundo álbum de estúdio (lançado em outubro de 1986) e reflete o contínuo desenvolvimento musical de Michael Cretu. Neste álbum, ele trabalhou mais como compositor e contou com cantores como Hubert Kemmler (que já era popular na Alemanha sob o nome de Hubert Kah). "Innocent Love" foi o primeiro dos quatro singles do álbum, entrando no Top 10 na França, enquanto o segundo single "Hi! Hi! Hi!" se tornava um sucesso no mundo inteiro. A balada "Loreen" foi o terceiro single, enquanto o electro-pop "Midnight Man" (com Michael Cretu cantando e aparecendo no vídeo da canção ) se tornou o quarto e último single do álbum.
Dois anos após sua estreia no mundo da música, em 1987, Sandra lança uma compilação de sucessos, Ten on One. Acompanhando a compilação, foi editada uma coleção de vídeos, dando aos fãs uma ideia de como era a vida privada e o dia-a-dia de Sandra. Sua versão de "Everlasting Love" foi um enorme sucesso, e pela primeira vez ela teve um sucesso na Billboard. O vídeo da canção mostrou Sandra e um modelo masculino como diversos amantes de todas as épocas, como Adão e Eva, Bonnie e Clyde, Cleópatra e Marco António, entre outros. O segundo single do álbum, "Stop For a Minute", se tornou outro sucesso na Europa e foi escrito especialmente para a série de televisão alemã Tatort, onde ela apareceu cantando a canção durante um dos episódios.
Em 7 de janeiro de 1988 Sandra se casou com Michael Cretu e mudou-se para a ilha espanhola de Ibiza ela Participou do filme Forever  No mesmo ano, eles trabalharam em um novo álbum para Sandra. No mesmo ano lançaram Secret Land, afastando-se um pouco do pop para um som mais misterioso e sedutor. Quatro singles foram lançados deste álbum. O primeiro single, "Heaven Can Wait" tornou-se um sucesso na França e na Alemanha, a faixa-título, "Secret Land", se tornou o segundo single, entrando no Top 10 alemão. O terceiro single "We'll Be Together" foi outro hit no Top 10 alemão. "Around My Heart" foi o quarto single, atingiu o número 11 na Alemanha em 1990 participou do Filme Big Romancer.
A versão remixada de Everlasting Love foi um hit nas paradas do Reino Unido (atingindo # 45), e também na Suécia, Filipinas, África do Sul, Brasil e Estados Unidos. Também nesse ano, Sandra participou do projeto "Artist United For Nature"'.

## Discografia
- 1985 The Long Play
- 1986 Mirrors
- 1987 Ten on One
- 1988 Everlasting Love
- 1988 Into a Secret Land
- 1990 Paintings in Yellow
- 1992 Close to Seven
- 1992 18 Greatest Hits
- 1995 Fading Shades
- 1999 My Favourites
- 2002 The Wheel of Time
- 2003 The Essential
- 2006 Reflections
- 2006 Secrets of Love
- 2007 Reflections - The Reproduced Hits (Special Edition)
- 2007 The Art of Love
- 2009 Back to Life
- 2009 The Platinum Collection
- 2012 Stay in Touch

## Músicas de trabalho (promocionais)
| Ano  | Título                            | Posições nas paradas | Posições nas paradas | Posições nas paradas | Posições nas paradas | Posições nas paradas | Posições nas paradas | Posições nas paradas | Posições nas paradas | Posições nas paradas | Posições nas paradas | Posições nas paradas | Posições nas paradas | Álbum               |
| Ano  | Título                            | DE                   | AT                   | CH                   | GB                   | IT                   | ISR                  | FR                   | SW                   | NL                   | PL                   | NOR                  | NZ                   | Álbum               |
| ---- | --------------------------------- | -------------------- | -------------------- | -------------------- | -------------------- | -------------------- | -------------------- | -------------------- | -------------------- | -------------------- | -------------------- | -------------------- | -------------------- | ------------------- |
| 1985 | "Japan Ist Wait"                  | -                    | -                    | -                    | -                    | -                    | -                    | -                    | -                    | -                    | -                    | -                    | -                    | -                   |
| 1985 | "(I'll Never Be) Maria Magdalena" | 1                    | 1                    | 1                    | 87                   | 3                    | 1                    | 5                    | 1                    | 2                    | 1                    | 1                    | -                    | The Long Play       |
| 1985 | "In the Heat of the Night"        | 2                    | 3                    | 2                    | -                    | 9                    | 1                    | 5                    | 2                    | 13                   | 1                    | -                    | -                    | The Long Play       |
| 1985 | "Little Girl"                     | 14                   | 27                   | 18                   | -                    | 10                   | 2                    | -                    | -                    | -                    | -                    | -                    | -                    | The Long Play       |
| 1986 | "Innocent Love"                   | 11                   | -                    | 14                   | -                    | 9                    | 4                    | 10                   | -                    | -                    | -                    | 6                    | -                    | Mirrors             |
| 1986 | "Hi! Hi! Hi!"                     | 7                    | 12                   | 20                   | -                    | 8                    | 5                    | 13                   | -                    | -                    | -                    | -                    | -                    | Mirrors             |
| 1986 | "Loreen"                          | 24                   | -                    | 29                   | -                    | -                    | 8                    | -                    | 4                    | -                    | -                    | -                    | -                    | Mirrors             |
| 1986 | "Midnight Man"                    | 23                   | -                    | -                    | -                    | 33                   | 12                   | -                    | 13                   | 8                    | -                    | -                    | -                    | Mirrors             |
| 1987 | "Everlasting Love"                | 5                    | 6                    | 5                    | 45                   | 11                   | 2                    | 12                   | 13                   | 8                    | -                    | -                    | -                    | Ten On One          |
| 1987 | "Stop for a Minute"               | 9                    | -                    | 14                   | -                    | -                    | 5                    | -                    | 19                   | -                    | -                    | -                    | -                    | Ten On One          |
| 1988 | "Heaven Can Wait"                 | 12                   | 4                    | 16                   | 97                   | -                    | 2                    | 6                    | -                    | -                    | -                    | -                    | -                    | Into A Secret Land  |
| 1988 | "Secret Land"                     | 7                    | 17                   | 9                    | -                    | 32                   | 1                    | 26                   | 15                   | 81                   | -                    | -                    | -                    | Into A Secret Land  |
| 1988 | "We'll Be Together"               | 9                    | 16                   | 22                   | -                    | -                    | 3                    | 13                   | -                    | -                    | -                    | -                    | -                    | Into A Secret Land  |
| 1989 | "Around My Heart"                 | 11                   | 23                   | 19                   | -                    | -                    | 6                    | 28                   | -                    | -                    | -                    | -                    | -                    | Into A Secret Land  |
| 1988 | "La Vista De Luna" *              | -                    | -                    | -                    | -                    | -                    | -                    | -                    | -                    | -                    | -                    | -                    | -                    | Into A Secret Land  |
| 1990 | "Hiroshima"                       | 4                    | 4                    | 4                    | -                    | -                    | 4                    | 16                   | 21                   | -                    | -                    | -                    | -                    | Paintings In Yellow |
| 1990 | "(Life May Be) A Big Insanity"    | 27                   | -                    | -                    | -                    | -                    | 18                   | 41                   | -                    | -                    | -                    | -                    | -                    | Paintings In Yellow |
| 1990 | "One More Night"                  | 31                   | -                    | -                    | -                    | -                    | 7                    | -                    | -                    | -                    | -                    | -                    | -                    | Paintings In Yellow |
| 1992 | "Don't Be Aggressive"             | 17                   | 30                   | 24                   | -                    | -                    | 11                   | 39                   | -                    | -                    | -                    | 7                    | -                    | Close To Seven      |
| 1992 | "I Need Love"                     | -                    | -                    | -                    | -                    | -                    | -                    | -                    | -                    | -                    | -                    | -                    | -                    | Close To Seven      |
| 1992 | "Steady Me" *                     | -                    | -                    | -                    | -                    | -                    | -                    | -                    | -                    | -                    | -                    | -                    | -                    | Close To Seven      |
| 1992 | "Seal It Forever" *               | -                    | -                    | -                    | -                    | -                    | -                    | -                    | -                    | -                    | -                    | -                    | -                    | Close To Seven      |
| 1990 | "Johnny Wanna Live"               | 37                   | -                    | -                    | -                    | -                    | 9                    | -                    | -                    | -                    | -                    | -                    | -                    | 18 Greatest Hits    |
| 1993 | "Maria Magdalena '93"             | -                    | -                    | -                    | -                    | -                    | -                    | -                    | -                    | -                    | -                    | -                    | -                    | -                   |
| 1995 | "Nights in White Satin"           | 86                   | -                    | -                    | -                    | -                    | 1                    | -                    | -                    | -                    | -                    | -                    | 34                   | Fading Shades       |
| 1995 | "Won't Run Away"                  | -                    | -                    | -                    | -                    | -                    | -                    | -                    | -                    | -                    | -                    | -                    | -                    | Fading Shades       |
| 1999 | "Secret Land '99 Remix"           | 69                   | -                    | -                    | -                    | -                    | 19                   | -                    | -                    | -                    | -                    | -                    | -                    | My Favourites       |
| 2000 | "No Taboo" *                      | -                    | -                    | -                    | -                    | -                    | -                    | -                    | -                    | -                    | -                    | -                    | -                    | My Favourites       |
| 2001 | "Forever"                         | 47                   | -                    | -                    | -                    | -                    | -                    | -                    | -                    | -                    | 30                   | -                    | -                    | The Wheel Of Time   |
| 2002 | "Such a Shame"                    | 76                   | -                    | -                    | -                    | -                    | -                    | -                    | -                    | -                    | -                    | -                    | -                    | The Wheel Of Time   |
| 2002 | "I Close My Eyes"                 | 93                   | -                    | -                    | -                    | -                    | -                    | -                    | -                    | -                    | -                    | -                    | -                    | The Wheel Of Time   |
| 2002 | "Forgive Me" *                    | -                    | -                    | -                    | -                    | -                    | -                    | -                    | -                    | -                    | -                    | -                    | -                    | The Wheel Of Time   |
| 2006 | "Secrets of Love"                 | 13                   | 39                   | 5                    | -                    | -                    | -                    | -                    | -                    | -                    | -                    | -                    | -                    | -                   |
| 2006 | "Everlasting Love 2006" *         | -                    | -                    | -                    | -                    | -                    | -                    | -                    | -                    | -                    | -                    | -                    | -                    | Reflections         |
| 2006 | "Around My Heart 2006" *          | -                    | -                    | -                    | -                    | -                    | -                    | -                    | -                    | -                    | 1                    | -                    | -                    | Reflections         |
| 2007 | "The Way I Am"                    | 50                   | -                    | -                    | -                    | -                    | -                    | -                    | -                    | -                    | -                    | -                    | -                    | The Art Of Love     |
| 2007 | "What Is It About Me"             | -                    | -                    | -                    | -                    | -                    | 5                    | -                    | -                    | -                    | -                    | -                    | -                    | The Art Of Love     |
| 2007 | "All You Zombies" *               | -                    | -                    | -                    | -                    | -                    | -                    | -                    | -                    | -                    | 5                    | -                    | -                    | The Art Of Love     |
| 2009 | "In a Heartbeat"                  | 59                   | -                    | -                    | -                    | -                    | -                    | -                    | -                    | -                    | -                    | -                    | -                    | Back To Life        |
| 2009 | "The Night IS Still Young"        | 36                   | -                    | -                    | -                    | -                    | 22                   | -                    | -                    | -                    | 32                   | -                    | -                    | Back To Life        |

## DVDs / VHSs
- 1987 Ten On One (VHS)
- 1992 18 Greatest Hits (VHS)
- 2003 The Complete History (DVD)

## Filmografia
- 1979 Sexual Healing
- 1988 Forever
- 1990 Big Romancer

## Compilações
- 1987 Ten on One
- 1992 18 Greatest Hits (Virgin Schallplatten GmbH))
- 1999 My Favourites (2xCD) (Virgin Schallplatten GmbH))